# دهه ۹۰ (پیش از میلاد)

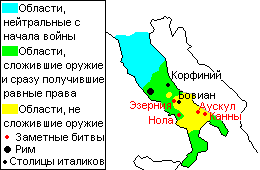
جنگ متفقین

دهه ۹۰ (پیش از میلاد) ۹مین دهه قبل از مبدا شروع تقویم میلادی است.